# Ekkapoom Potharungroj
Ekkapoom Potharungroj (thailändisch เอกภูมิ โพธารุ่งโรจน์, RTGS ekkaphum potharungrot, Rufname: Bon (บอล – Ball); * 29. März 1985 im Landkreis Photharam, Provinz Ratchaburi) ist ein ehemaliger thailändischer Fußballspieler.

## Karriere
Ekkapoom Potharungroj erlernte das Fußballspielen in der Jugendmannschaft vom Ratchaburi FC. Hier unterschrieb er am 1. Januar 2006 auch seinen ersten Profivertrag. Bei dem Verein aus Ratchaburi stand er bis Ende 2007 unter Vertrag. Im Januar 2008 wechselte er in die erste Liga zum FC Osotspa M-150. Mit dem Verein belegte er am Ende der Saison Platz 4 und absolvierte 19 Spiele für den Verein. Nach nur einer Saison ging er zum Ligakonkurrenten Nakhon Pathom United FC nach Nakhon Pathom. Für Nakhon Pathom absolvierte er 29 Erstligaspiele. Samut Songkhram FC, ebenfalls ein Erstligist, nahm ihn im Januar 2010 unter Vertrag. Für Samut spielte er die Hinrunde. Zur Rückrunde ging er zum Bangkoker Erstligisten Port FC. Hier stand er bis Ende 2011 unter Vertrag. Die Saison 2012 spielte er bei Muangthong United. Mit dem Verein aus Pak Kret, einem nördlichen Vorort der Hauptstadt Bangkok, wurde er am Ende der Saison thailändischer Meister. Für SCG stand er zehnmal auf dem Spielfeld. Nach einem Jahr wechselte er zu seinem Jugendverein, dem Erstligaaufsteiger Ratchaburi Mitr Phol. Im Januar 2014 zog es ihn wieder nach Bangkok, wo er einen Vertrag beim Erstligisten BEC Tero Sasana FC unterschrieb. 2014 gewann er mit BEC den Thai League Cup. Das Endspiel gegen Buriram United gewann man mit 2:0. Die Saison 2015 wurde er vom BEC an den Port FC ausgeliehen. Am Ende der Saison musste er mit Port als Tabellensiebzehnter in die zweite Liga absteigen. Nach Ende der Ausleihe wurde er von Port fest unter Vertrag genommen. 2016 wurde er mit Port Tabellendritter der zweiten Liga und stieg somit direkt wieder in die erste Liga auf. Nach über 50 Ligaspielen für Port wechselte er im Januar 2018 zum ErstligistenAir Force Central. Am Saisonende musste er mit der Air Force den Weg in die zweite Liga antreten. Nach dem Abstieg verließ er die Air Force und schloss sich seinem ehemaligen Verein Nakhon Pathom United FC. Der Verein spielte mittlerweile in der dritten Liga. Mit Nakhon Pathom wurde er Ende 2019 Meister der Lower Region und stieg somit in die zweite Liga auf. Im Juli 2021 beendete er seine Karriere als Fußballspieler.

## Erfolge
Muangthong United
- Thailändischer Meister: 2012

Ratchaburi Mitr Phol
- Thailändischer Ligapokalfinalist: 2013

BEC Tero Sasana FC
- Thailändischer Ligapokalsieger: 2014

Nakhon Pathom United FC
- Thai League 3 – Lower: 2019

## Sonstiges
Ekkapoom Potharungroj ist der Bruder von Trawiwut Potharungroj (Karriereende).